# Marcel de Germiny
Marcel, comte Le Bègue de Germiny, né le 3 mai 1848 à Bavent et mort le 8 décembre 1941 à Paris, est un acteur, auteur dramatique et parolier français.

## Biographie
Acteur dans de nombreuses pièces de compagnies amateurs, on lui doit des paroles de chansons et des pièces qualifiées de mondaines. Il publie parfois sous le pseudonyme de Maxime Gray.

## Œuvres
- 1892 : Le Secrétaire général, opérette en 1 acte, avec André Méris
- 1901 : La Danse à travers les âges !, rondeau, paroles de Marcel de Germiny, musique de Marcel Fournier (Paul Marcelles)
- 1901 : Quel est ton Nom ?, poésie, musique de Gaston Bérardi